# Мердше, Фридрих
Фридрих Мердше (нем. Friedrich Merdsche; 1 августа 1906, Франкфурт-на-Майне, Германская империя — 16 июня 1985, Илинген-Биркендорф, ФРГ) — немецкий юрист, гауптштурмфюрер СС, командир полиции безопасности и СД в Орлеане.

## Биография
Фридрих Мердше родился 1 августа 1906 года. После окончания школы изучал юриспруденцию. Ещё будучи студентом, 1 мая 1933 года вступил в НСДАП (билет № 1822083) и Штурмовые отряды (СА). После обучения работал судьёй в Висбадене, потом был переведён в суд во Франкфурте-на-Майне. 11 июня 1939 года осудил еврейского торговца Салли Кнайпа по обвинению в осквернении расы.
Мердше проходил службу в вермахте солдатом, но из-за болезни был освобождён от армейской службы. Затем служил военно-административным советником в полевой комендатуре в Ла-Рош-сюр-Йон. С начала июня 1942 года был командиром полиции безопасности и СД в Дижоне. С сентября 1942 по август 1944 года занимал пост командира полиции безопасности и СД в Орлеане. В связи с наступлением союзников он покинул свой пост. Незадолго до этого приказал расстрелять 47 человек, которые не были депортированы из города Бурж в лагеря смерти в Польше. В Сент-Аман-Монрон в Шере людей группами расстреливали по его приказу, а тела бросали в колодец. Другие были заживо брошены в колодец, где утонули. Потом Мердше был переведён из Орлеана в Висбаден к командиру полиции безопасности и СД. Во время Арденнского наступления состоял в одной из команд айнзацгруппы Люксембург.

### После войны
После окончания войны вернулся во Франкфурт, где он устроился на работу в юридическую фирму. В ходе денацификации был классифицирован как лицо, с которого снято обвинение, но из-за осуждения Кнайпа в 1939 году был отнесён к разряду главных виновников. В ходе апелляции был снова отнесён к освобождённым. Франция затребовала его экстрадиции, но получила отказ. В 1950 году военный суд в Лионе заочно приговорил его к смертной казни. В 1955 году военный суд в Париже заочно вынес ему смертный приговор. Мердше смог вернуться к юридической практике в Гиссене в 1960 году и занял место председателя палаты по коммерческим вопросам в суде во Франкфурте-на-Майне.
Фриц Бауэр начал против него расследование, которое было прекращено. Затем Мердше ушёл из судебной палаты по состоянию здоровья. До 1974 года работал в качестве редактора журнала Neuen Juristischen Wochenschrift. Охотники за нацистами Серж и Беата Кларсфельды безуспешно пытались привлечь его к судебной ответственности. Умер в 1985 году.